# Thelonious Monster
Thelonious Monster es un grupo de post-punk estadounidense originario de Los Ángeles, creado en 1984 por el cantautor Bob Forrest, Pete Weiss, Chris Handsome y Jon Huck.

## Biografía
Thelonious Monster fue una de las grandes atracciones en la escena rock underground de Hollywood durante los años 80. En ese período sacaron una serie de álbumes que fueron aclamados por la crítica local, pero no obtuvieron éxito comercial. El nombre de la banda es un juego de palabras basado en Thelonious Monk.
Su primer disco, Baby...You're Bummin' My Life out in a Supreme Fashion, tuvo como productores a Brett Gurewitz, Flea, Anthony Kiedis, Hillel Slovak, Spit Stix, Peter Case y Norwood Fisher. El disco de 1992, Beautiful Mess, es considerado hasta hoy el mayor éxito comercial de la banda; contiene temas como Body and Soul?, Blood Is Thicker Than Water y Adios Lounge que cuenta con la colaboración de Tom Waits.
Después de muchos años de actividad esporádica y proyectos paralelos de Bob Forrest, Thelonious Monster se reunió en 2004 para tocar en el Coachella Festival y en Sunset Junction Street Fair de Los Ángeles. También lanzaron un nuevo álbum después de 12 años.
Tras un nuevo hiato de 5 años, en 2009 decidieron reunirse para tocar una serie de conciertos en California.
La historia de Thelonious Monster está muy ligada a los Red Hot Chili Peppers. A fines de 1983, Dix Denney tuvo un breve paso por RHCP antes de unirse a Bob Forrest y compañía. En 1988, John Frusciante audicionó para Thelonious Monster y allí fue donde Flea lo vio y decidió llevarlo a su banda. Años más tarde, los Chili Peppers conocieron a Josh Klinghoffer también por medio de Bob Forrest, ya que Josh formaba parte de The Bicycle Thief y de Thelonious Monster durante un tiempo más breve como invitado. 
En 2019, Bob Forrest anuncia que está trabajando en nuevo material. Finalmente, el 3 de noviembre de 2020, Thelonious Monster edita un nuevo disco de estudio después de 16 años, titulado "Oh That Monster". "Buy Another Gun" fue elegido como single adelanto del álbum y "Disappear" como sencillo líder y videoclip.

## Discografía
- Baby...You're Bummin' My Life out in a Supreme Fashion (1986) - Epitaph Records
- Next Saturday Afternoon (1987) - Relativity Records
- Stormy Weather (1989) - Relativity Records
- Beautiful Mess (1992) - Capitol Records
- California Clam Chowder (2004) - Lakeshore Records
- Oh That Monster (2020) - Outliner Records

## Sencillos
- The Boldness Of Style EP (1987)
- So What If I Did (1989)
- Blood Is Thicker Than Water (1992)
- Body and Soul? (1993)
- Adios Lounge (1993)

## Miembros
- Bob Forrest - voz (1984-1994; 2004-presente)
- Pete Weiss - batería (1984-1994; 2004-presente)
- Dix Denney - guitarra (1984-1994; 2004-presente)
- Chris Handsome - guitarra (1984-1994; 2019-presente)
- Martyn LeNoble - bajo (1990–1992; 2019-presente)

Ex-miembros
- Zander Schloss - guitarra (1992-1994; 2009-2016)
- Mike Martt - guitarra (1990; 2009-2016)
- Bill Stobaugh - guitarra (1986)
- K. K. Barrett - guitarra (1986)
- Jon Sidel - guitarra (1992–1994, 2004)
- Jon Huck - bajo (1984–1988)
- Rob Graves - bajo (1989-1990)
- Dallas Don Burnet - bajo (2004-2010)